# Liste der Monuments historiques in Champagny
Die Liste der Monuments historiques in Champagny führt die Monuments historiques in der französischen Gemeinde Champagny auf.

## Liste der Objekte
| Bezeichnung | Beschreibung                                                                   | Standort                                   | Kennzeichnung | Schutzstatus | Datum | Bild |
| ----------- | ------------------------------------------------------------------------------ | ------------------------------------------ | ------------- | ------------ | ----- | ---- |
| Pietà       | Holz, farbig gefasst, 16. Jahrhundert; im Musée d’art sacré de Dijon deponiert | in der Kirche St-Remi-et-St-Germain (Lage) | PM21003033    | Classé       | 1999  |      |